# طوابع الجزائر 1977
يسجل هذا المقال الطوابع البريدية الجزائرية التي أصدرتها إدارة البريد في عام 1977.

## العموميات
تحمل الإصدارات عبارة « اَلْجُمهُورِيَّة اَلْجَزَائِرِيَّة اَلدِّيمُقرَاطِيَّة اَلشَّعبِيَّة » و« البريد » باللغة العربية. أما باللغة الفرنسية فهناك عبارتان هما « Algérie » والتي تعني الجزائر، بالإضافة إلى قيمة اسمية محددة بالدينار جزائري.

## قائمة الطوابع الصادرة
| 320 | [[ملف:\|180px]] | مراكز العبور الوطنية الآلية القيمة الاسمية: 0٫40 دينار جزائري الكمية المطبوعة: 500٬000 طابع بريد تاريخ الإصدار: 20 يناير 1977 تاريخ السحب: 31 مايو 1980 الطول: 26 مليمتر الارتفاع: 36 مليمتر التسنين: تثقيب 13x13½ الرسام: الطاهر بوكرْوي الطابع: |  | الوصف يبرز هذا الطابع البريدي أهمية المراكز الوطنية والدولية الآلية للاتصالات، حيث يظهر خريطة مجردة تمثل الربط بين مختلف نقاط العبور الاتصالية عبر دوائر متصلة بشبكة خطوط. كُتب على الطابع باللغتين العربية والفرنسية: "المراكز الآلية الوطنية والدولية للعبور". |

| 321 | [[ملف:\|180px]] | التعداد العام الثاني للسكان القيمة الاسمية: 0٫60 دينار جزائري الكمية المطبوعة: 500٬000 طابع بريد تاريخ الإصدار: 27 يناير 1977 تاريخ السحب: 31 مايو 1980 الطول: 22٫7 مليمتر الارتفاع: 38٫1 مليمتر التسنين: تثقيب 11½x11¾ الرسام: بشير يلس الطابع: |  | الوصف يخلد هذا الطابع البريدي التعداد العام الثاني للسكان والسكن في البلاد. يظهر في التصميم هرم مكون من وجوه رجال ونساء يمثلون فئات مختلفة من المجتمع الجزائري، ويتوسطه الرقم "2" للدلالة على أنه التعداد الثاني، إضافة إلى رموز معمارية في الخلفية تشير إلى المساكن. صممه بشير يلس. تبلغ قيمة الطابع 0.60 دينار. |

| 322 | [[ملف:\|180px]] | المتحف الصحراوي بورقلة القيمة الاسمية: 0٫60 دينار جزائري الكمية المطبوعة: 267٬600٬000 طابع بريد تاريخ الإصدار: 10 فبراير 1977 تاريخ السحب: 3 نوفمبر 1988 الطول: 32 مليمتر الارتفاع: 22 مليمتر التسنين: تثقيب 14 الرسام: سيد أحمد بن تونس الطابع: |  | الوصف يصور هذا الطابع البريدي المتحف الصحراوي بورقلة، وهو أحد المعالم الثقافية البارزة في الجنوب الجزائري. يبرز بلونه الأحمر والأبيض تحت سماء زرقاء، ما يعكس جمال العمارة المحلية وتناسقها مع بيئتها. الطابع يحمل قيمة 0.60 دينار. |

| 323 | [[ملف:\|180px]] | مضايق القنطرة - 0.20 دج القيمة الاسمية: 0٫20 دينار جزائري الكمية المطبوعة: 15٬000٬000 طابع بريد تاريخ الإصدار: 17 فبراير 1977 تاريخ السحب: 3 نوفمبر 1988 الطول: 22٫3 مليمتر الارتفاع: 17٫8 مليمتر التسنين: تثقيب 13½x12¾ الرسام: الطابع: |  | الوصف يتميز هذا الطابع البريدي بتصميمه يجسد منظرا طبيعيا لمضايق القنطرة. يظهر في أعلى الطابع من الجهة اليمنى اسم البلد "الجزائر" مكتوبا بخط عربي واضح، ويقابله على اليسار باللغة الفرنسية "GORGES D'EL KANTARA" وأسفله الترجمة العربية "مضايق القنطرة". في الأسفل، نجد كلمة "ALGERIE" بالأحرف اللاتينية بلون داكن، وعلى الجهة اليمنى السفلى توجد القيمة المالية للطابع "0.20" بالدينار الجزائري، وأسفلها كلمة "البريد" باللغة العربية. يعتمد الطابع على تدرجات لونية خضراء وزيتونية. في وسط الصورة، تبرز الرسمة مشهداً طبيعياً لواحة النخيل الخضراء الممتدة بين الجبال الصخرية الحادة، ويظهر جسر حجري مقوس يشق الطريق بين الجبال. |

| 324 | [[ملف:\|180px]] | مضايق القنطرة - 0.60 دج القيمة الاسمية: 0٫60 دينار جزائري الكمية المطبوعة: 20٬000٬000 طابع بريد تاريخ الإصدار: 17 فبراير 1977 تاريخ السحب: 3 نوفمبر 1988 الطول: 22٫3 مليمتر الارتفاع: 17٫8 مليمتر التسنين: تثقيب 13½x12¾ الرسام: الطابع: |  | الوصف يمثل هذا الطابع البريدي منظرًا طبيعيًا لمضايق القنطرة الواقعة في منطقة الأوراس بالجزائر، حيث تظهر الجبال، الطريق المعبد، الجسر الحجري وأشجار النخيل. يحمل الطابع كتابات بالعربية والفرنسية: "الجزائر"، "مضايق القنطرة" و"ALGERIE"، إلى جانب القيمة الاسمية "0.60" وكلمة "البريد". الطابع مطبوع بلون أرجواني مائل إلى الوردي. |

| 325 | [[ملف:\|180px]] | مضايق القنطرة - 1 دج القيمة الاسمية: 1٫00 دينار جزائري الكمية المطبوعة: 200٬000 طابع بريد تاريخ الإصدار: 17 فبراير 1977 تاريخ السحب: 3 نوفمبر 1988 الطول: 22٫3 مليمتر الارتفاع: 17٫8 مليمتر التسنين: تثقيب 13½x12¾ الرسام: الطابع: |  | الوصف يعرض هذا الطابع البريدي نفس المشهد 324 و223. القيمة الاسمية للطابع هي 1.00 دينار، ويطبع بلون بني. |

| 325أ | [[ملف:\|180px]] | مضايق القنطرة - دفتر يحتوي على 4 طوابع 0.60 و3 طوابع 0.20 القيمة الاسمية: 3٫00 دينار جزائري الكمية المطبوعة: 1٬000٬000 طابع بريد تاريخ الإصدار: 17 فبراير 1977 تاريخ السحب: 3 نوفمبر 1988 الطول: 89٫2 مليمتر الارتفاع: 35٫6 مليمتر التسنين: تثقيب 13½x12¾ الرسام: الطابع: |  | الوصف شريط من الطوابع البريدية يتضمن سبعة طوابع من إصدار "مضايق القنطرة". يحتوي الشريط على أربعة طوابع بنفس التصميم وبقيمة 0.60 دينار باللون الأرجواني، وثلاثة أخرى بنفس التصميم أيضًا لكن بقيمة 0.20 دينار وباللون الأخضر. التصميم يبرز مشهدا طبيعيا يضم الجبال وأشجار النخيل والطريق والجسر الحجري. الطوابع محاطة بحافة بيضاء تتضمن رموزا طباعة مثل خط أفقي غامق ورمز "X"، والتي تستخدم عادة لأغراض المراقبة الطباعية داخل المطابع. |

| 325ب | [[ملف:\|180px]] | مضايق القنطرة - دفتر يحتوي على 2 طابع 1.00 و5 طوابع 0.20 القيمة الاسمية: 3٫00 دينار جزائري الكمية المطبوعة: 1٬000٬000 طابع بريد تاريخ الإصدار: 17 فبراير 1977 تاريخ السحب: 3 نوفمبر 1988 الطول: 89٫2 مليمتر الارتفاع: 35٫6 مليمتر التسنين: تثقيب 13½x12¾ الرسام: الطابع: |  | الوصف يتكوّن هذا الكتيب البريدي من طوابع مصورة لمضايق القنطرة، بفئات لونية وقيم مختلفة: الأخضر أربع مرات (0.20 دج)، والبني مرتين (1.00 دج). تظهر الطوابع مناظر طبيعية بالقنطرة، وتحمل كتابات باللغتين العربية والفرنسية. |

| 326 | [[ملف:\|180px]] | المجلس الشعبي الوطني القيمة الاسمية: 2٫00 دينار جزائري الكمية المطبوعة: 1٬000٬000 طابع بريد تاريخ الإصدار: 25 فبراير 1977 تاريخ السحب: 31 مايو 1980 الطول: 38٫5 مليمتر الارتفاع: 33 مليمتر التسنين: تثقيب 11¾x11½ الرسام: محمد تمام الطابع: |  | الوصف يصور هذا الطابع البريدي قاعة المجلس الشعبي الوطني أثناء انعقاد جلسة برلمانية. يظهر في الطابع مشهد عام لنواب البرلمان الجالسين في مقاعد نصف دائرية، بينما يتوسط الطابع منبر الرئاسة الذي تعلوه منصة خطابة. كتبت على الطابع عبارة "الجمهورية الجزائرية" بالأعلى، وبالأسفل "المجلس الشعبي الوطني 1977" باللغتين العربية والفرنسية. يتميز الإطار بزخارف هندسية بالألوان الأخضر والأحمر والأزرق على خلفية بيضاء، ويتوسطه في الأعلى العلم الوطني. يحمل الطابع توقيع الفنان محمد تمام في الزاوية السفلية اليمنى. |

| 327 | [[ملف:\|180px]] | تضامن مع شعب زيمبابوي القيمة الاسمية: 2٫00 دينار جزائري الكمية المطبوعة: 500٬000 طابع بريد تاريخ الإصدار: 10 مارس 1977 تاريخ السحب: 31 مايو 1980 الطول: 22٫7 مليمتر الارتفاع: 38٫1 مليمتر التسنين: تثقيب ¾11 الرسام: علي علي خوجة الطابع: |  | الوصف يعرض هذا الطابع البريدي الذي يحمل قيمة 2.00 دينار رسالة تضامن مع الشعب الزيمبابوي، حيث تظهر على الجهة اليمنى مجموعة من الشخصيات المرسومة بشكل تدريجي من خطوط شفافة إلى هيئة جندي كامل بألوان زاهية، في إشارة إلى مسيرة النضال والتحرر. وفي الأعلى، ترفرف راية زيمبابوي بألوانها الوطنية (الأحمر، الأصفر، الأخضر، والأسود) مع رمز قبضة اليد، دلالة على المقاومة. نقشت عبارات التضامن بثلاث لغات: "الجزائر" و"تضامن مع الشعب الزيمبابوي" بالعربية، و"Algeria" و"Solidarité avec le peuple du Zimbabwe" بالفرنسية. صُمم الطابع من قبل علي علي علي خوجة. |

| 328 | [[ملف:\|180px]] | تضامن مع شعب ناميبيا القيمة الاسمية: 3٫00 دينار جزائري الكمية المطبوعة: 500٬000 طابع بريد تاريخ الإصدار: 10 مارس 1977 تاريخ السحب: 31 مايو 1980 الطول: 26 مليمتر الارتفاع: 29 مليمتر التسنين: تثقيب 13½x12¾ الرسام: علي علي خوجة الطابع: |  | الوصف يظهر هذا الطابع البريدي الذي يحمل قيمة 3.00 دينار دعم الجزائر لشعب ناميبيا في كفاحه من أجل الاستقلال. يتوسط التصميم مقاتل يحمل علم ناميبيا بيده اليمنى وبندقية بيده اليسرى، في رمز واضح للنضال المسلح ضد الاستعمار. الخلفية الصفراء والبرتقالية تضفي طابعا ثوريا، بينما كتبت عبارات "الجزائر" و"تضامن مع شعب ناميبيا" بالعربية والفرنسية (Solidarité avec le peuple de Namibie). الطابع من تصميم الفنان علي علي خوجة، ويعكس التزام الجزائر الثابت بمناصرة حركات التحرر الوطني في إفريقيا خلال فترة السبعينات. |

| 329 | [[ملف:\|180px]] | الشتاء (فسيفساء الفصول) القيمة الاسمية: 1٫20 دينار جزائري الكمية المطبوعة: 500٬000 طابع بريد تاريخ الإصدار: 21 أبريل 1977 تاريخ السحب: 31 مايو 1980 الطول: 33 مليمتر الارتفاع: 48٫5 مليمتر التسنين: تثقيب 11¾x11½ الرسام: محمد تمام الطابع: |  | الوصف يعرض هذا الطابع البريدي، بقيمة 1.20 دينار، فسيفساء رومانية تمثل فصل الشتاء، وهي جزء من سلسلة طوابع تخلد الفنون الأثرية في الجزائر. يتوسط التصميم وجه شخصية بشرية يعلو رأسها إكليل نباتي، وتحيط به زخارف دقيقة على شكل مربعات ملونة، مما يعكس فن الفسيفساء الروماني. كتبت على الطابع عبارة "فسيفساء رومانية – الشتاء" بالعربية والفرنسية، ويظهر اسم الجزائر بالأعلى. نفذ هذا الطابع الفنان محمد تمام. |

| 330 | [[ملف:\|180px]] | الخريف (فسيفساء الفصول) القيمة الاسمية: 1٫40 دينار جزائري الكمية المطبوعة: 500٬000 طابع بريد تاريخ الإصدار: 21 أبريل 1977 تاريخ السحب: 31 مايو 1980 الطول: 33 مليمتر الارتفاع: 48٫5 مليمتر التسنين: تثقيب 11¾x11½ الرسام: محمد تمام الطابع: |  | الوصف هذا الطابع البريدي يمثل فسيفساء رومانية تجسد فصل الخريف، ويظهر فيه رأس شخصية نسائية تضع إكليلا من العنب،كل عناصرها ترمز لفصل الخريف في الفنون الرومانية القديمة. التصميم محاط بإطار فسيفسائي دائري ومتعدد الألوان، يتكون من قطع فسيفساء صغيرة بألوان الأحمر والبني والأخضر والأسود. في الأعلى مكتوب "الجزائر" و"فسيفساء رومانية - الخريف"، وفي الأسفل مكتوب "ALGERIE", "البريد", وقيمة الطابع 1.40. |

| 331 | [[ملف:\|180px]] | الصيف (فسيفساء الفصول) القيمة الاسمية: 2٫00 دينار جزائري الكمية المطبوعة: 500٬000 طابع بريد تاريخ الإصدار: 21 أبريل 1977 تاريخ السحب: 31 مايو 1980 الطول: 33 مليمتر الارتفاع: 48٫5 مليمتر التسنين: تثقيب 11¾x11½ الرسام: محمد تمام الطابع: |  | الوصف يمثل هذا الطابع البريدي فسيفساء رومانية تصور فصل الصيف، ويظهر وجه امرأة تضع إكليلا من سنابل القمح على رأسها، وتحمل منجلا، في إشارة رمزية إلى موسم الحصاد. تتوسط الصورة دائرة فسيفسائية محاطة بزخارف دقيقة بالألوان البنية والبيضاء والسوداء. في الأعلى نقشت عبارة "فسيفساء رومانية - الصيف" باللغتين العربية والفرنسية، بينما نقشت في الأسفل كلمات "ALGERIE" و"البريد" وسعر الطابع 2.00. |

| 332 | [[ملف:\|180px]] | الربيع (فسيفساء الفصول) القيمة الاسمية: 3٫00 دينار جزائري الكمية المطبوعة: 500٬000 طابع بريد تاريخ الإصدار: 21 أبريل 1977 تاريخ السحب: 31 مايو 1980 الطول: 33 مليمتر الارتفاع: 48٫5 مليمتر التسنين: تثقيب 11¾x11½ الرسام: محمد تمام الطابع: |  | الوصف يمثل هذا الطابع البريدي فسيفساء رومانية تجسد فصل الربيع، ويظهر وجه امرأة تحمل سلة مليئة بالأزهار الملونة. تتوسط الصورة دائرة فسيفسائية محاطة بزخارف دقيقة بألوان زاهية، تشمل الأخضر والأحمر والبني. نقشت في أعلى الطابع عبارة "فسيفساء رومانية - الربيع" باللغتين العربية والفرنسية، بينما يظهر في الأسفل اسم "ALGERIE"، كلمة "البريد"، وقيمة الطابع 3.00. يحمل التصميم توقيع الفنان محمد تمام. |

| 333 | [[ملف:\|180px]] | الفصول الأربعة (كتلة مخرمة) القيمة الاسمية: 8٫00 دينار جزائري الكمية المطبوعة: 25٬000 طابع بريد تاريخ الإصدار: 21 أبريل 1977 تاريخ السحب: 31 مايو 1980 الطول: 102 مليمتر الارتفاع: 145 مليمتر التسنين: تثقيب 11¾x11½ الرسام: محمد تمام الطابع: |  | الوصف تظهر هذه الكتلة المخرمة البريدية الجزائرية المسماة "الفصول" مجموعة من أربعة طوابع تمثل الفصول الأربعة، مستوحاة من فسيفساء رومانية مكتشفة في مدينة عين البيضاء. كل طابع يصور فصلا من فصول السنة على شكل وجه أنثوي محاط بزخارف فسيفسائية غنية بالألوان والتفاصيل. الكتلة مزينة باسم الفنان محمد تمام أسفل كل طابع، وسجل ثمن البيع الإجمالي بـ 8.00 دج. |

| 334 | [[ملف:\|180px]] | الفصول الأربعة (كتلة غير مخرمة) القيمة الاسمية: 8٫00 دينار جزائري الكمية المطبوعة: 25٬000 طابع بريد تاريخ الإصدار: 21 أبريل 1977 تاريخ السحب: 31 مايو 1980 الطول: 102 مليمتر الارتفاع: 145 مليمتر التسنين: الرسام: محمد تمام الطابع: |  | الوصف نفس الكتلة كما الكتلة رقم 333، لكنه غير مخرمة (غير مثقّب). |

| 335 | [[ملف:\|180px]] | سيلفيا ديزرتيكولا القيمة الاسمية: 0٫60 دينار جزائري الكمية المطبوعة: 1٬000٬000 طابع بريد تاريخ الإصدار: 19 مايو 1977 تاريخ السحب: 31 مايو 1980 الطول: 22٫7 مليمتر الارتفاع: 33 مليمتر التسنين: تثقيب 11½x11¾ الرسام: الطابع: |  | الوصف يمثل هذا الطابع البريدي طائر نقشارة تريسترام، وهو أحد أنواع الطيور الصغيرة التي تستوطن المناطق الجافة وشبه الجافة في الجزائر. يظهر الطائر بتفاصيل دقيقة وألوان طبيعية، حيث يتميز بريشه الرمادي والبني، ومنقاره الرفيع، ويظهر في وضعية يستعد فيها للتحرك بين الأغصان. في الخلفية نرى غصونا خضراء مزهرة تعكس بيئته الطبيعية الصحراوية. نقشت على الطابع معلومات بغتان: "ALGERIE" و"الجزائر" في الأعلى، و"0.60" دج في الأسفل كقيمة للطابع، إلى جانب عبارة "البريد"، واسم الطائر بالعربية واللاتينية. |

| 336 | [[ملف:\|180px]] | فينيكوروس موسييري القيمة الاسمية: 1٫40 دينار جزائري الكمية المطبوعة: 1٬000٬000 طابع بريد تاريخ الإصدار: 19 مايو 1977 تاريخ السحب: 31 مايو 1980 الطول: 33 مليمتر الارتفاع: 22٫7 مليمتر التسنين: تثقيب 11½x11¾ الرسام: الطابع: |  | الوصف يظهر هذا الطابع البريدي طائر أبو الحناء المعروف علميا باسم Phoenicurus moussieri. يتميز الطائر بريشه البرتقالي على الصدر والبطن، وريش غامق يميل إلى الأزرق أو الرمادي الداكن على الظهر والأجنحة، ويظهر في خلفيته رسم توضيحي لأشجار خضراء مما يوحي بموطنه الطبيعي. نقش في أعلى الطابع اسم "الجزائر" و"ALGERIE"، وفي الأسفل كتبت القيمة الاسمية 1.40 دينار، إلى جانب كلمة "البريد" بالخط العربي، واسم الطائر بالعربية واللاتينية. |

| 337 | [[ملف:\|180px]] | إيريموفيلا بليفه القيمة الاسمية: 2٫00 دينار جزائري الكمية المطبوعة: 1٬000٬000 طابع بريد تاريخ الإصدار: 19 مايو 1977 تاريخ السحب: 31 مايو 1980 الطول: 33 مليمتر الارتفاع: 22٫7 مليمتر التسنين: تثقيب 11½x11¾ الرسام: الطابع: |  | الوصف يمثل هذا الطابع البريدي طائر قنبرة الصحراء المقرنة. يظهر التصميم الطائر واقفا على الأرض في بيئة صحراوية. يتميز الطائر بريش بني ذهبي على ظهره وأجنحته، مع رأس أبيض وأسود مزخرف بخطوط بارزة. في الزاوية العليا مكتوب "ALGERIE" و"الجزائر"، وفي الأسفل تظهر قيمة الطابع "2.00 دج"، بالإضافة إلى كلمة "البريد" واسم الطائر بالعربية واللاتينية. |

| 338 | [[ملف:\|180px]] | الهدهد (أوبوبا إبوبس) القيمة الاسمية: 3٫00 دينار جزائري الكمية المطبوعة: 1٬000٬000 طابع بريد تاريخ الإصدار: 19 مايو 1977 تاريخ السحب: 31 مايو 1980 الطول: 22٫7 مليمتر الارتفاع: 33 مليمتر التسنين: تثقيب 11½x11¾ الرسام: الطابع: |  | الوصف يمثل هذا الطابع البريدي طائر الهدهد أوراسي. يصوّر الهدهد بريشه المميز بألوانه البرتقالية والسوداء والبيضاء، مع عرف منتصب على رأسه يعطيه مظهرا فريدا. في أعلى الطابع نجد اسم البلد "ALGERIE" و"الجزائر"، بينما يكتب في الأسفل "البريد" مع القيمة الاسمية "3.00 دج"، بالإضافة إلى اسم الطائر باللغتين العربية "هدهد" واللاتينية. |

| 339 | [[ملف:\|180px]] | فرسان - 2 دج القيمة الاسمية: 2٫00 دينار جزائري الكمية المطبوعة: 500٬000 طابع بريد تاريخ الإصدار: 23 يونيو 1977 تاريخ السحب: 31 مايو 1980 الطول: 22٫7 مليمتر الارتفاع: 38٫1 مليمتر التسنين: تثقيب ¾11 الرسام: Ismaïl Samsom الطابع: |  | الوصف يمثل هذا الطابع البريدي، المصمم من قبل إسماعيل صمصوم، صورة فنية لفارس جزائري تقليدي يمتطي جوادا أسود مزينا، حاملا بندقية مرفوعة نحو السماء. الخلفية مرسومة بأسلوب زخرفي غني بالألوان الدافئة مثل الأصفر والبنفسجي والبرتقالي. كتب على الطابع "الجزائر" و"ALGERIE" في الأعلى، و"البريد" و"2.00" دينار في الأسفل، بالإضافة إلى كلمتي "فارس" و"CAVALIER". |

| 340 | [[ملف:\|180px]] | فرسان - 5 دج القيمة الاسمية: 5٫00 دينار جزائري الكمية المطبوعة: 500٬000 طابع بريد تاريخ الإصدار: 23 يونيو 1977 تاريخ السحب: 31 مايو 1980 الطول: 38٫1 مليمتر الارتفاع: 22٫7 مليمتر التسنين: تثقيب ¾11 الرسام: Ismaïl Samsom الطابع: |  | الوصف يظهر هذا الطابع البريدي، من تصميم الفنان إسماعيل صمصوم، مشهدًا ديناميكيًا لثلاثة فرسان جزائريين يمتطون جيادا بألوان مختلفة، ويرفعون بنادقهم التقليدية في مشهد يحاكي عروض الفروسية أو المعارك التاريخية. استخدمت الألوان الحارة مثل الأصفر والبني والبرتقالي لخلق خلفية نابضة بالحياة تعكس الطابع البطولي والملحمي للوحة. نقشت على الطابع كلمة "الجزائر" في الأعلى، وكلمة "فرسان" و"CAVALIERS" في الأسفل، إلى جانب القيمة "500" دينار و"البريد". |

| 341 | [[ملف:\|180px]] | الألعاب الإفريقية الثالثة - الجزائر 1978 - 0.60 دج القيمة الاسمية: 0٫60 دينار جزائري الكمية المطبوعة: 500٬000 طابع بريد تاريخ الإصدار: 22 سبتمبر 1977 تاريخ السحب: 31 مايو 1980 الطول: 22٫7 مليمتر الارتفاع: 34٫7 مليمتر التسنين: تثقيب 11½x11¾ الرسام: محمد عزيز الطابع: |  | الوصف يخلد هذا الطابع البريدي تنظيم الجزائر للدورة الثالثة من الألعاب الإفريقية سنة 1978 في العاصمة الجزائر. يتميز تصميمه بخطوط متموجة متعددة الألوان (الأصفر، البرتقالي، البنفسجي، الأخضر، والأسود)، والتي ترمز إلى تنوع القارة الإفريقية وتعدد ثقافاتها. في الأعلى، يظهر شعار الألعاب الإفريقية مرفقًا بالحلقات الأولمبية، وتحتها عبارة "الألعاب الإفريقية الثالثة". يذكر على الطابع اسم البلد "الجزائر"، وتاريخ الحدث "1978"، بالإضافة إلى قيمة الطابع "0.60 دينار" واسم المصمم "محمد عزيز". |

| 342 | [[ملف:\|180px]] | الألعاب الإفريقية الثالثة - الجزائر 1978 - 1.40 دج القيمة الاسمية: 1٫40 دينار جزائري الكمية المطبوعة: 2٬000٬000 طابع بريد تاريخ الإصدار: 22 سبتمبر 1977 تاريخ السحب: 31 مايو 1980 الطول: 34٫7 مليمتر الارتفاع: 22٫7 مليمتر التسنين: تثقيب 11½x11¾ الرسام: محمد عزيز الطابع: |  | الوصف يخلد هذا الطابع البريدي، الذي يحمل القيمة الاسمية 1.40 دينار، الدورة الثالثة للألعاب الإفريقية التي أقيمت في الجزائر العاصمة سنة 1978. يظهر في الزاوية العلوية اليمنى شعار الألعاب الإفريقية بالأخضر، متبوعا بنص ثنائي اللغة (العربية والفرنسية) يشير إلى الحدث. يتميز الطابع بتصميم فني تجريدي من إبداع محمد عزيز، يبرز الحركة والديناميكية المرتبطة بالرياضة، باستخدام ألوان دافئة مثل البني والذهبي والأحمر. |

| 343 | [[ملف:\|180px]] | القرية الاشتراكية الفلاحية القيمة الاسمية: 1٫40 دينار جزائري الكمية المطبوعة: 500٬000 طابع بريد تاريخ الإصدار: 10 نوفمبر 1977 تاريخ السحب: 31 مايو 1980 الطول: 39 مليمتر الارتفاع: 22٫7 مليمتر التسنين: تثقيب 14¼x13¼ الرسام: بشير يلس الطابع: |  | الوصف يجسد هذا الطابع البريدي، الذي يحمل القيمة الاسمية 1.40 دينار، مفهوم "القرية الاشتراكية الفلاحية" الذي اعتمدته الجزائر بعد الاستقلال ضمن سياسة الإصلاح الزراعي والتنمية الريفية. يصور الطابع مشهدا لقرية حديثة بتصميم هندسي منظم، يبرز فيه مسجد ومجموعة من المباني ذات الأسقف الحمراء، إلى جانب جرار زراعي يقوده فلاح، ما يرمز إلى التحديث المزدوج للمجتمع والبنية الزراعية. يحمل الطابع توقيع الفنان بشير يلس. |

| 344 | [[ملف:\|180px]] | درهم موحدي (القرن 12) القيمة الاسمية: 0٫60 دينار جزائري الكمية المطبوعة: 500٬000 طابع بريد تاريخ الإصدار: 15 ديسمبر 1977 تاريخ السحب: 31 مايو 1980 الطول: 45٫2 مليمتر الارتفاع: 26 مليمتر التسنين: تثقيب 11¾x11½ الرسام: الطابع: |  | الوصف يظهر هذا الطابع البريدي، بقيمة 0.60 دينار، درهما فضيا من عهد الدولة الموحدية في القرن الثاني عشر الميلادي. يتميز الطابع بصورة لوجهين لقطعة نقدية مربعة الشكل، منقوشة بخط عربي بارز يعكس الطابع الإسلامي والزخرفي لتلك الفترة. الخلفية الزرقاء تعزز من بروز لون الدرهم الرمادي. نقشت على الطابع عبارات "الجزائر"، "درهم الموحدين - القرن 12". |

| 345 | [[ملف:\|180px]] | دينار موحدي (القرن 12) - 1.4 دج القيمة الاسمية: 1٫40 دينار جزائري الكمية المطبوعة: 500٬000 طابع بريد تاريخ الإصدار: 15 ديسمبر 1977 تاريخ السحب: 31 مايو 1980 الطول: 45٫2 مليمتر الارتفاع: 26 مليمتر التسنين: تثقيب 11¾x11½ الرسام: الطابع: |  | الوصف يمثل هذا الطابع البريدي، بقيمة 1.40 دينار، دينارا ذهبيا من عهد الدولة الموحدية في القرن الثاني عشر الميلادي. يظهر في التصميم وجه وظهر الدينار بنقوش عربية كوفية دقيقة. يتميز الطابع بخلفية خضراء متموجة تبرز تفاصيل العملة بلونها الذهبي. يحمل الطابع الكتابات "دينار الموحدين - القرن 12" بالعربية والفرنسية. |

| 346 | [[ملف:\|180px]] | دينار مرابطي (القرن 11) - 2 دج القيمة الاسمية: 2٫00 دينار جزائري الكمية المطبوعة: 500٬000 طابع بريد تاريخ الإصدار: 15 ديسمبر 1977 تاريخ السحب: 31 مايو 1980 الطول: 45٫2 مليمتر الارتفاع: 26 مليمتر التسنين: تثقيب 11¾x11½ الرسام: الطابع: |  | الوصف يمثل هذا الطابع البريدي، الذي يحمل قيمة 2.00 دينار، دينارا ذهبيا من العصر المرابطي يعود إلى القرن الحادي عشر الميلادي. يظهر الطابع واجهتي العملة بزخارفها الكوفية الدقيقة ونقوشها الإسلامية التي تعكس الطابع الديني والسياسي للدولة المرابطية. تتباين الألوان بين خلفية حمراء تموجية تعزز إبراز اللون الذهبي للعملة. |